# Kanadska reprezentacija u hokeju na ledu
Kanadska reprezentacija u hokeju na ledu predstavlja državu Kanadu u hokeju na ledu.
Jedna je od najtrofejnijih reprezentacija na Olimpijskim igrama.

## Uspjesi
- olimpijske igre:
  - prvaci: 1920., 1924., 1928., 1932., 1948., 1952., 2002., 2010.
  - doprvaci: 1936., 1960., 1992., 1994.
  - treći: 1956., 1968.